# Општина Струга
Општина Струга је једна од 13 општина Југозападног региона у Северној Македонији. Седиште општине је истоимени град Струга.

## Положај
Општина Струга налази се у крајње југозападном делу Северне Македоније и гранична је са Албанијом на југу и западу. Са других страна налазе се друге општине Северне Македоније:
- север — општина Средиште Жупа
- исток — општина Дебарца
- запад — општина Вевчани

## Природне одлике
Рељеф: општина Струга заузима западни део котлине Охридског језера. Котлина је са ове стране затворена планинама — планина Јабланица на западу општине и Караорман на северу општине. Средишњи део општине око града Струге је пријезерска равница, која је најважнији и најнасељенији део општине. Он се назива Дримкол.
Клима: У већем делу општине влада жупни облик умерене континенталне климе, док у вишим крајевима клима има планинске одлике.
Воде: Охридско језеро је највеће језеро у Северној Македонији и најважнија водена површина у општини. Најважнија река је Црни Дрим, који отиче из језера баш у граду Струги. Сви водотоци, махом потоци, су притоке језера или Црног Дрима.

## Становништво
Општина Струга имала је по последњем попису из 2002. г. 63.376 становника, од чега у седишту општине, граду Струги, 16.559 становника (26%). Општина је густо насељена.
Национални састав по попису из 2002. године био је:
|           | Број   | Постотак |
| Укупно    | 63.376 | 100%     |
| Албанци   | 36.029 | 56,8%    |
| Македонци | 20.336 | 32,1%    |
| Турци     | 3.628  | 5,7%     |
| Власи     | 656    | 1,0%     |
| остали    | 2.717  | 4,3%     |

- Етничка припадност по насељима општине
- Претежна народност по насељима
- Језичка припадност по насељима општине

## Насељена места
У општини постоји 30 насељених места, сва са статусом села:
| - Струга - Безово - Биџево - Богојци - Бороец - Брчево - Буринец - Велешта - Вишни - Враниште - Глобочица | - Горња Белица - Горњи Татеши - Делогожди - Добовјани - Доња Белица - Доњи Татеши - Драслајца - Дренок - Заграчани - Збажди - Јабланица | - Калишта - Корошишта - Лабуништа - Лакаица - Ливада - Ложани - Локов - Луково - Мали Влај - Мислешево - Мислодежда | - Модрич - Мороишта - Нерези - Ново Село - Октиси - Пискупштина - Подгорци - Поум - Присовјани - Р'жаново - Радожда | - Радолишта - Селци - Ташмаруништа - Тоска - Франгово - Џепин - Шум |  |

## Познате личности
- Илија Стружа Анђелковић-Нин, издавач књига у Београду од 1861. до 1866.
- Веселин Вуковић, рукометаш и рукометни тренер
- Ђорђе Дримколски, српски четнички војвода у Старој Србији у време борби за Македонију
- Јоаким Јовчевски, епископ полошко-кумановски и мјестобљуститељ дебарско-кичевски
- Цинцар Марко Костић, војсковођа Српске револуције, војвода соколске нахије и кнез шабачке посавине
- Анђелко Крстић, писац и национални радник
- Серафим Крстић, српски прота из Охрида, народни посланик и сенатор
- Божидар Пајкић, глумац
- Војислав Ракоњац Кокан, филмски редитељ
- Виктор Шећероски, песник, књижевни критичар и есејиста
- Никола Шећероски, политичар
- Илија Шуменковић, политичар и дипломата
- Коста Шуменковић, трговац, национални радник и добровољац у ратовима 1876-1878. и 1885.
- Матеја Шуменковић, српски свештеник и народни првак у Дримколу крајем 19. и почетком 20. века.